# Élections sénatoriales de 1989 en Ille-et-Vilaine
Les élections sénatoriales en Ille-et-Vilaine ont lieu le dimanche 24 septembre 1989. Elles ont pour but d'élire les sénateurs représentant le département au Sénat pour un mandat de neuf années.

## Contexte départemental
Lors des élections sénatoriales du 28 septembre 1980 en Ille-et-Vilaine, quatre sénateurs ont été élus selon un mode de scrutin majoritaire : deux UDF, un CNIP et un RPR : Jean Madelain, Marcel Daunay, Louis de La Forest et Yvon Bourges.
Depuis, tous les effectifs du collège électoral des grands électeurs sont renouvelés, avec les élections législatives de 1988 en Ille-et-Vilaine, les élections régionales de 1986 en Bretagne, les élections cantonales de 1985 en Ille-et-Vilaine et 1988 et les élections municipales de 1989 en Ille-et-Vilaine.

## Rappel des résultats de 1980
| Candidat et parti politique | Candidat et parti politique | Candidat et parti politique | Premier tour | Premier tour | Second tour | Second tour |
| Candidat et parti politique | Candidat et parti politique | Candidat et parti politique | Voix         | %            | Voix        | %           |
| --------------------------- | --------------------------- | --------------------------- | ------------ | ------------ | ----------- | ----------- |
|                             | Louis de La Forest          | CNIP                        | 793          | 48,32        | 1 012       | 62,62       |
|                             | Jean Madelain               | UDF                         | 771          | 46,98        | 1 026       | 63,49       |
|                             | Yvon Bourges                | RPR                         | 708          | 43,14        | 943         | 58,35       |
|                             | Marcel Daunay               | UDF                         | 558          | 34,00        | 848         | 52,47       |
|                             | Louis Chopier               | PS                          | 535          | 32,60        | 671         | 41,52       |
|                             | Georges Cano                | PS                          | 472          | 28,76        | Retrait     | Retrait     |
|                             | Guy Gerbaud                 | PS                          | 408          | 24,86        | Retrait     | Retrait     |
|                             | Pierre Bourges              | PS                          | 382          | 23,28        | Retrait     | Retrait     |
|                             | François Le Douarec         | RPR                         | 264          | 16,09        | 37          | 2,29        |
|                             | Émile Foligné               | DVD                         | 171          | 10,42        | 157         | 9,72        |
|                             | Albert Dory                 | DVG                         | 115          | 7,01         | 47          | 2,91        |
|                             | Serge Huber                 | PCF                         | 89           | 5,42         | 4           | 0,25        |
|                             | Jean-Claude Guillerm        | PCF                         | 86           | 5,24         | 4           | 0,25        |
|                             | Marcel Dubois               | PCF                         | 74           | 4,51         | 3           | 0,19        |
|                             | Émile Lohat                 | PCF                         | 72           | 4,39         | 3           | 0,19        |
|                             | Jean-Baptiste Lelièvre      | UDF                         | 0            | 0,00         | 3           | 0,19        |
|                             | Constant Hubert             | CNIP                        | 0            | 0,00         | 3           | 0,19        |
|                             |                             |                             |              |              |             |             |
| Inscrits                    | Inscrits                    | Inscrits                    | 1 658        | 100,00       | 1 658       | 100,00      |
| Abstentions                 | Abstentions                 | Abstentions                 | 3            | 0,18         | 4           | 0,24        |
| Votants                     | Votants                     | Votants                     | 1 655        | 99,82        | 1 654       | 99,76       |
| Blancs et nuls              | Blancs et nuls              | Blancs et nuls              | 14           | 0,85         | 38          | 2,30        |
| Exprimés                    | Exprimés                    | Exprimés                    | 1 641        | 99,15        | 1 616       | 97,70       |

## Sénateurs sortants
| Sénateur | Sénateur           | Parti | Fonctions lors de l'élection en 1980                   |
| -------- | ------------------ | ----- | ------------------------------------------------------ |
|          | Jean Madelain      | UDF   | Conseiller général                                     |
|          | Marcel Daunay      | UDF   | Adjoint au maire de Saint-Méen-le-Grand                |
|          | Louis de La Forest | CNIP  | Sénateur sortant, conseiller général, maire d'Irodouër |
|          | Yvon Bourges       | RPR   | Ministre, conseiller régional, maire de Dinard         |

## Présentation des candidats
Les nouveaux représentants sont élus pour une législature de 9 ans au suffrage universel indirect par les 1913 grands électeurs du département. 
En Ille-et-Vilaine, les sénateurs sont élus au scrutin majoritaire à deux tours.
| Candidats | Candidats             | Parti | Principale fonction                                                             |
| --------- | --------------------- | ----- | ------------------------------------------------------------------------------- |
|           | Serge Huber           | PCF   | Conseiller municipal de Rennes                                                  |
|           | André Chériaux        | PCF   |                                                                                 |
|           | Jean-Claude Guillerm  | PCF   |                                                                                 |
|           | Jean-Charles Le Sager | PCF   |                                                                                 |
|           | Clément Théaudin      | PS    | Conseiller régional, conseiller général, maire de Liffré                        |
|           | Pierre Bourges        | PS    | Conseiller régional, maire de Redon                                             |
|           | Jean Normand          | PS    | Conseiller général, adjoint au maire de Rennes                                  |
|           | Elisabeth Burel       | PS    | Maire de La Nouaye                                                              |
|           | Louis Chopier         | DVG   | Conseiller général, conseiller municipal de Saint-Malo                          |
|           | Jean Auvergne         | DVG   | Maire du Rheu                                                                   |
|           | Roger Le Verge        | MRG   |                                                                                 |
|           | Moïse Lesage          | DVD   |                                                                                 |
|           | Roger Noguès          | DVD   | Conseiller général, maire de Saint-Domineuc                                     |
|           | Jean Bourdais         | UDF   | Conseiller général, maire d'Argentré-du-Plessis                                 |
|           | André Egu             | UDF   | Conseiller général, maire de Retiers                                            |
|           | Marcel Daunay         | UDF   | Sénateur sortant, conseiller régional                                           |
|           | Jean Madelain         | UDF   | Sénateur sortant                                                                |
|           | Yvon Bourges          | RPR   | Sénateur sortant, président du conseil régional, conseiller municipal de Dinard |
|           | Pierre Maugendre      | FN    | Conseiller municipal de Rennes                                                  |

## Résultats
| Candidat et parti politique | Candidat et parti politique | Candidat et parti politique | Premier tour | Premier tour | Second tour | Second tour |
| Candidat et parti politique | Candidat et parti politique | Candidat et parti politique | Voix         | %            | Voix        | %           |
| --------------------------- | --------------------------- | --------------------------- | ------------ | ------------ | ----------- | ----------- |
|                             | Jean Madelain               | UDF                         | 1 015        | 53,88        |             |             |
|                             | André Egu                   | UDF                         | 926          | 49,15        | 1 099       | 59,96       |
|                             | Yvon Bourges                | RPR                         | 879          | 46,66        | 1 072       | 58,48       |
|                             | Marcel Daunay               | UDF                         | 812          | 43,10        | 1 031       | 56,25       |
|                             | Clément Théaudin            | PS                          | 639          | 33,92        | 691         | 37,70       |
|                             | Pierre Bourges              | PS                          | 627          | 33,28        | 687         | 37,48       |
|                             | Jean Normand                | PS                          | 584          | 31,00        | 658         | 35,90       |
|                             | Élisabeth Burel             | PS                          | 560          | 29,72        | 1           | 0,06        |
|                             | Jean Bourdais               | UDF                         | 344          | 18,26        | 1           | 0,06        |
|                             | Roger Noguès                | DVD                         | 218          | 11,57        | Retrait     | Retrait     |
|                             | Jean Auvergne               | DVG                         | 154          | 8,17         | 125         | 6,82        |
|                             | Louis Chopier               | DVG                         | 129          | 6,85         | 1           | 0,06        |
|                             | Serge Huber                 | PCF                         | 57           | 3,03         | Retrait     | Retrait     |
|                             | Jean-Charles Le Sager       | PCF                         | 54           | 2,87         | Retrait     | Retrait     |
|                             | Jean-Claude Guillerm        | PCF                         | 54           | 2,87         | Retrait     | Retrait     |
|                             | André Chériaux              | PCF                         | 54           | 2,87         | Retrait     | Retrait     |
|                             | Roger Le Verge              | MRG                         | 47           | 2,50         | Retrait     | Retrait     |
|                             | Pierre Maugendre            | FN                          | 40           | 2,12         | Retrait     | Retrait     |
|                             | Moïse Lesage                | DVD                         | 15           | 0,80         | Retrait     | Retrait     |
|                             |                             |                             |              |              |             |             |
| Inscrits                    | Inscrits                    | Inscrits                    | 1 913        | 100,00       | 1 913       | 100,00      |
| Abstentions                 | Abstentions                 | Abstentions                 | 7            | 0,37         | 7           | 0,37        |
| Votants                     | Votants                     | Votants                     | 1 906        | 99,63        | 1 906       | 99,63       |
| Blancs et nuls              | Blancs et nuls              | Blancs et nuls              | 22           | 1,15         | 73          | 3,83        |
| Exprimés                    | Exprimés                    | Exprimés                    | 1 884        | 98,85        | 1 833       | 96,17       |